# 黒川 (利根川水系)
黒川（くろかわ）は、栃木県南西部を流れる利根川水系思川の支流である。日光市南部の鳴虫山（1,104m）南西麓、三ノ宿山（1,299m）東麓および滝ヶ原峠（831m）南麓を源流とし、壬生町･栃木市境で思川に合流する。

## 主な支流
- 行川
- 恵川

## 流域市町村
栃木県
- 日光市
- 鹿沼市
- 壬生町
- 栃木市

## 橋梁
- 小春橋（栃木県道14号鹿沼日光線）
- 名称不明
- 山口橋（栃木県道149号小来川文挟石那田線）
- 名称不明
- 岩行橋
- 白沢橋（林道白沢線）
- 柿沢橋（栃木県道281号板荷引田線）
- 川化橋
- 新下遠部橋
- 見笹橋
- 黒川橋梁（東武日光線）
- 見野橋（栃木県道164号板荷玉田線）
- 平成橋（栃木県道268号鹿沼環状線）
- 御成橋（国道121号）
- 府中橋（国道293号）
- 朝日橋（栃木県道4号宇都宮鹿沼線）
- 貝島橋（国道121号）
- 新鹿沼橋
- さつき大橋（南大通り）
- 上殿橋
- 新上殿橋（栃木県道268号鹿沼環状線）
- 黒川橋
- 大和田橋
- 楡木橋（栃木県道6号宇都宮楡木線）
- 黒川橋（東北自動車道）
- 新田橋
- 黒川橋（栃木県道3号宇都宮亀和田栃木線）
- 学校橋
- 地蔵橋（栃木県道221号国谷家中停車場線）
- 黒川橋（北関東自動車道）
- 名称不明
- 福和田橋（栃木県道172号上田壬生線）
- 神代橋（栃木県道2号宇都宮栃木線）
- 東雲橋（国道352号）
- 東雲さくら橋
- 黒川橋梁（東武宇都宮線）
- 藤井橋（栃木県道183号下野壬生線）
- 御成橋（栃木県道18号小山壬生線）
- 吾妻橋（栃木県道18号小山壬生線）

## 参考資料
1. ↑  栃木県公式ホームページ 思川圏域河川整備計画
2. ↑  独立行政法人 水資源機構 思川開発建設所公式ホームページ 環境保全の取り組み
3. ↑  スーパーマップル 広域首都圏道路地図